# Le Démon des eaux troubles
Pour les articles homonymes, voir Hell or High Water.
Pour plus de détails, voir Fiche technique et Distribution.
Le Démon des eaux troubles (Hell and High Water) est un film américain réalisé par Samuel Fuller, sorti en 1954.

## Synopsis
Une puissante et mystérieuse explosion nucléaire détectée entre les îles Pitcairn et le cercle antarctique en 1953 inquiète le monde. Elle est la preuve de l'existence d'une base atomique secrète qui menace l'humanité. Ancien commandant, le capitaine Adam Jones accepte, contre une forte somme d'argent, de prendre le commandement d'un ancien sous-marin de la marine impériale japonaise remis en état et de conduire une patrouille de reconnaissance, guidée par le professeur Montel, afin de tenter de localiser la base arctique. Jones et Montel sont accompagnés de la fille et assistante du professeur, Denise Montel, des savants, de diplomates et d'hommes d'affaires tous engagés dans une croisade pour la paix. Après avoir été attaqué par un submersible détruit à temps par Jones et en suivant un cargo suspect, les aventuriers arrivent à destination d'une île déserte et rocailleuse. Un pilote chinois du camp ennemi leur apprend qu'un Boeing B-29 Superfortress portant les couleurs américaines va décoller prochainement de l'île de Shellback. Le bombardier comporte une bombe atomique qui doit être larguée sur le nord de la Mandchourie. Jones et ses coéquipiers doivent à tout prix la détruire pour sauver le pays visé. Le professeur Montel accepte de se sacrifier en se rendant sur l'île pour les prévenir de l'instant précis où le bombardier prendra son envol, permettant ainsi au sous-marin américain de l'anéantir à temps. L'opération est un succès et l'installation atomique ennemie est détruite.

## Fiche technique
- Titre : Le Démon des eaux troubles
- Titre original : Hell and High Water
- Réalisation : Samuel Fuller
- Scénario : David Hempstead (de), Samuel Fuller et Jesse Lasky Jr.
- Production : Raymond A. Klune
- Société de production : Twentieth Century Fox
- Musique : Alfred Newman
- Photographie : Joseph MacDonald
- Montage : James B. Clark
- Pays d'origine : États-Unis
- Format : En couleur
- Genre : Aventures , Drame
- Durée : 103 minutes
- Date de sortie : 1er février 1954

## Distribution
- Richard Widmark : Capitaine Adam Jones
- Bella Darvi : Denise Montel
- Victor Francen : Professeur Montel
- Cameron Mitchell : 'Ski' Brodski
- Gene Evans : Chef Holter
- David Wayne : Tugboat Walker
- Stephen Bekassy : Neuman
- Richard Loo : Hakada Fujimori
- Eugene Borden : le reporter français

Acteurs non crédités :
- Leslie Bradley : M. Aylesworth
- Ray Saunders : soldat chinois
- Peter Julien Ortiz

## DVD (France)
Le film a fait l'objet d'une édition sur le support DVD en France :
- Le Démon des eaux troubles (DVD-9 Keep Case sous fourreau cartonné) sorti le 5 octobre 2016 édité par ESC Editions et distribué par ESC Distribution. Le ratio écran est en 2.55:1 cinémascope 16:9. L'audio est en Français et Anglais 2.0 Mono Dolby Digital. Il s'agit d'une édition Zone 2 Pal[1].